# أحمد بن ميلاد
أحمد بن ميلاد، (ولد يوم 2 ماي 1902 بتونس العاصمة - وتوفي بها في 4 نوفمبر 1994) طبيب ومناضل وطني وسياسي تونسي.

## تكوينه
ولد أحمد بن ميلاد بحيّ باب جديد الشعبي في عائلة تشتغل في الصناعات الحرفية بتونس العاصمة، إذ كان والده حميدة بن ميلاد حرايريا. وقد دخل الكُتّأب عام 1907، ثم التحق بالتعليم الابتدائي عام 1909، ودخل المدرسة الصادقية عام 1916 فالمعهد العلوي عام 1918 ثم الليسي كارنو في السنة الموالية. وبعد ذلك انقطع عن الدراسة لمدة 6 سنوات عمل خلالها في دكّان عمه في سوق السّرّاجين بالعاصمة ثم تحوّل عام 1925 إلى العاصمة الفرنسية باريس لدراسة الطب، وأنهاها عام 1933 بالحصول على شهادة الدكتوراه في الطب إثر تقديم أطروحة ذات صبغة تاريخية إذ يتناول موضوعها: «المدرسة الطبية بالقيروان في القرنين العاشر والحادي عشر الهجريين». وقد فتح له هذا المبحث الاهتمام بتاريخ الطب العربي بعد ذلك.

## سياسيا
لقد كان مسار أحمد بن ميلاد السياسي ثريا وفريدا من نوعه، إذ انتمى إلى الحركة الشيوعية أولا وانتهى به المطاف في الحزب الحر الدستوري القديم. كان أحمد بن ميلاد قد حضر صغيرا أحداث الجلاز عام 1911 كما حضر دفن الوطني البشير صفر عام 1917، وانخرط بعد ذلك في الشبيبة الاشتراكية وحضر اجتماعاتها السياسية، ثم انخرط في العشرينات في الحركة الشيوعية الناشئة آنذاك، وقد شارك في حركة الإضرابات التي قادتها جامعة عموم العملة التونسية في صائفة 1924 وعرف عن قرب محمد علي الحامي والطاهر الحداد وغيرهما من قادة تلك الجامعة.
وفي فرنسا ساهم في التحرير في جريدة لومانيتي L’Humanité (الإنسانية) لسان حال الحزب الشيوعي الفرنسي، كما تعامل مع نجم الشمال الإفريقي ذي التوجهات الوطنية المغاربية. وبعد عودته من فرنسا انضم إلى الحزب الحر الدستوري القديم، خلافا للكثير من زملائه من خريجي الجامعات الفرنسية الذين خيّروا العمل ضمن الحزب الحر الدستوري الجديد. وقد انضم إلى اللجنة التنفيذية للدستور القديم وتسنّتله مرافقة الشيخ عبد العزيز الثعالبي حتى تاريخ وفاته عام 1944. وفي عام 1946 كان ممن حضروا مؤتمر ليلة القدر الذي ضمّ أطراف الحركة الوطنية التونسية، وعلى رأسها الحزبان الدستوريان، القديم والجديد وممثلو الحركة المنصفية والتيار الزيتوني فضلا عن الاتحاد العام التونسي للشغل. وقد ألقي عليه القبض خلال ذلك المؤتمر إلى جانب العشرات من الوطنيين الآخرين 
ومن بينهم صالح بن يوسف ومحمد الفاضل بن عاشور...

## في الجمعيات
نشط أحمد بن ميلاد في عدة جمعيات ولعب فيها دورا محوريا، إذ كان من مؤسسي جمعية النادي الإفريقي عام 1920. وجمعية طلبة شمال أفريقيا المسلمين بفرنسا التي ظهرت في ديسمبر/كانون الأول 1927، وقد تولى فيها مهمة كاتب عام سنة 1931 وساهم بفعالية في أنشطتها ومؤتمراتها ومنشوراتها. وبعد عودته من فرنسا أسس جمعية الاتحاد الكشافي التونسي سنة 1937. وفي سنة 1956 كان من مؤسسي نقابة الأطباء التونسيين التي استمر نشاطها إلى عام 1958 وكان من بين من ترأسها، نشط فيها إلى جانب أطباء آخرين من بينهم د. علي الفوراتي ود. إبراهيم الغربي ود. الهاشمي العياري.

## الطبيب
منذ عودته إلى تونس سنة 1933 فتح أحمد بن ميلاد عيادته بحي الحلفاوين الشعبي، وكان يمدّ يد المساعدة إلى المحتاجين حتى سمي بطبيب الشعب. وتطوّع لفحص المرضى مجانا مرة في الأسبوع في نادي جمعية الاتحاد الكشّافي الإسلامي. كما ساهم كطبيب في إعداد تقارير حول الاعتداءات التي قامت بها القوات الفرنسية ضد التونسيين وخاصة خلال أحداث عام 1952 بالوطن القبلي. وساهم بذلك في فضح الممارسات الاستعمارية أمام الرأي العام الفرنسي والعالمي. ولعل من أهم الأعمال التي قام بها هو أنه أسّس دار ابن الجزار وهي أول مستوصف تونسي.

## مؤلفاته
اهتم أحمد بن ميلاد مذ كان طالبا بالتراث الطبي العربي، وفي هذا الإطار اختار موضوع أطروحته حول دور مدينة القيروان، وركز اهتمامه خاصة على ابن الجزار. إلا أن كتاباته اتخذت أيضا بعدا نضاليا إذ أصدر وهو طالب كتيبا بمناسبة خمسينية انتصاب الحماية الفرنسية في تونس يحمل عنوان «خمسون سنة من التفـوق الفرنسي بتونس»، وقد أمضاه باسم «هادي زمان»، وكشف فيه زيف الادعاءات الاستعمارية بحصول تقدم في البلاد خلال الخمسين سنة الأولى من الحماية مركزا خاصة على قطاع التعليم. كما أصدر أحمد بن ميلاد كتابا حول تجربة محمد علي الحامي، تحت عنوان «محمد علي وظهور الحركة العمالية التونسية» ، وقد حمل فيه بشدة على محمد علي الحامي رائد الحركة النقابية التونسية ومؤسس جامعة عموم العملة التونسية. كما نشر أحمد بن ميلاد مع الباحث الجامعي محمد إدريس ما احتفظ به من وثائق الشيخ الثعالبي تحت عنوان: «الشيخ عبد العزيز الثعالبي والحركة الوطنية 1892-1940». هذا فضلا عن مساهماته العديدة في بعض الصحف منذ كان طالبا، ومن بينها النشرة السنوية لجمعية طلبة شمال أفريقيا المسلمين.

## مواضيع ذات صلة
- مؤتمر ليلة القدر

## إشارات مرجعية
1. ↑  في حوار أجري سنة 1995: هكذا تكلمت نبيهة بن ميلاد... نسخة محفوظة 9 نوفمبر 2013 على موقع واي باك مشين.
2. ↑  منتديات النادي الإفريقي نسخة محفوظة 23 أغسطس 2010 على موقع واي باك مشين.
3. ↑  محمد ضيف الله، الزنابق الحمراء: الحركة الكشفية التونسية (1912-1965)، تونس 2009، ص 38
4. ↑  Histoire de la médecine arabe : Mika Ben Miled rapporte Dr Ahmed Ben Miled (1902-1994)[وصلة مكسورة]
5. ↑  Habib Belaïd, Bourguiba et la vie associative pendant la période coloniale et après l'indépendance, in Bourguiba la trace et l'héritage, Michel CAMAU et Vincent GEISSER (direction) Karthala Paris, 2004, pp. 336-337
6. ↑  محمد ضيف الله، الحركة الطالبية التونسية (1927-1939)، منشورات مؤسسة التميمي للبحث العلمي والمعلومات، زغوان-تونس 1999، ص 57
7. ↑  http://www.essahafa.info.tn/archives/archvies_dhad/21/article12.html نسخة محفوظة 25 يوليو 2010 على موقع واي باك مشين. جريدة الصحافة، 1 ماي 2008، امحمد قاسم، محمّد علي الحامي وولادة الحركة العمّالية [وصلة مكسورة] "نسخة مؤرشفة". مؤرشف من الأصل في 2010-07-25. اطلع عليه بتاريخ 2010-09-13.
8. ↑  أحمد بن ميلاد ومحمد إدريس، الشيخ عبد العزيز الثعالبي والحركة الوطنية 1892-1940، بيت الحكمة، قرطاج، تونس 1991
9. ↑  محمد ضيف الله، الحركة الطالبية، نفس المصدر، ص 203